# 利賀そば

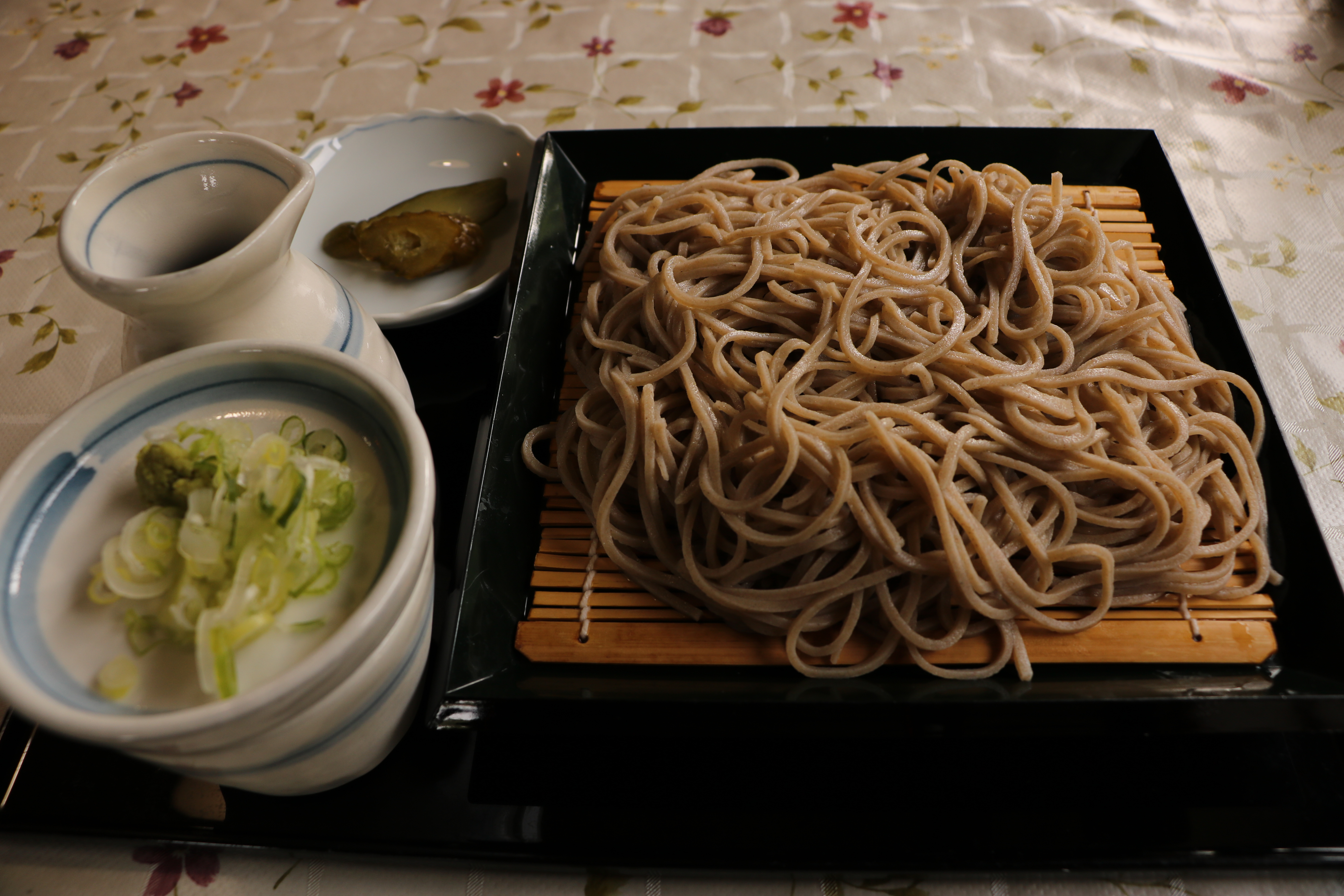
利賀そば。利賀そばの郷うまいもん館にて2017年9月撮影。

利賀そば（とがそば）は、富山県南砺市を中心に食されている郷土料理の蕎麦。

## 概要
旧利賀村特産のそば粉で作られた蕎麦で、つなぎが入っていないのが特徴。そのため、ぼそぼそと切れやすい。農作業のなくなる冬には、各近所が集まって、とれたてのそばを食べるという「ごんべ」と呼ばれる習慣があり、これが利賀そばの始まりと言われている。元々は、つなぎは玉子でそれにそば粉100%で作る蕎麦だったが、麺が切れやすく食感の好みも分かれるため、この地域にある蕎麦店では各店毎に独自性を出した蕎麦を作っている。
近年は「ごんべ」を「南砺利賀そば祭り」として地域をあげてのイベントとし、町おこしに利用している。

## 利賀そばの郷
利賀そばに関連する施設。利賀村制100周年記念事業として1989年（平成元年）10月20日に開村。
開村当初は日本初のそば資料館『そばの館』、そば処『ごっつお館』、体験館『そば打ち館』などで構成。利賀村長直属の独立課である利賀国際山村文化体験村が施設の管理を行っていた。1992年（平成4年）4月27日には利賀村内の民家を移築して『うまいもん館』を設置。同年夏にはそば工房を新設。1997年（平成9年）7月28日には、隣接地の民家を内部改造して、雪乃床屋がオープンした。2004年時点でそば処3軒、そば打ち体験施設が2軒揃っていた。
『ごっつお館』および『そば打ち館』は経営不振により2017年（平成29年）に、『そばの館』は、2021年（令和3年）3月31日を以て閉館している。その後、2024年（令和6年）10月17日に、『ごっつお館』および『そば打ち館』が南砺市の建設業者・藤井組に1円で売却された。藤井組は、同施設を営業所や資材置き場に活用するとしている。